# Breda leucoprocta
Breda leucoprocta är en spindelart som beskrevs av Cândido Firmino de Mello-Leitão 1940. Breda leucoprocta ingår i släktet Breda och familjen hoppspindlar. Inga underarter finns listade.